# 前浜掩体群
座標: 北緯33度32分23.51秒 東経133度39分41.75秒 / 北緯33.5398639度 東経133.6615972度

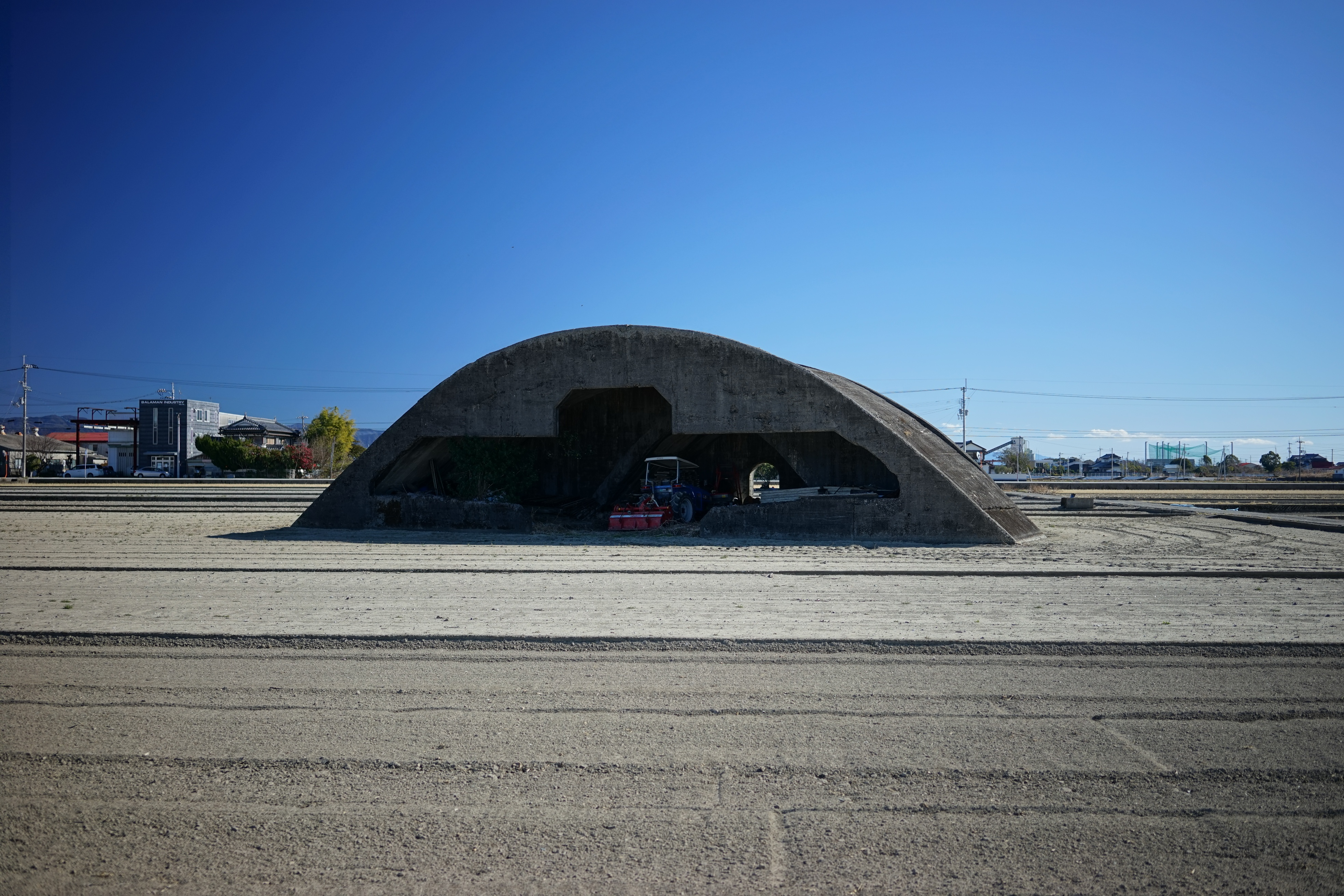
前浜掩体群・1号掩体。

前浜掩体群（まえはまえんたいぐん）は、高知県南国市前浜にある太平洋戦争当時の掩体壕（掩体）群である。南国市の史跡に指定されている。

## 概要

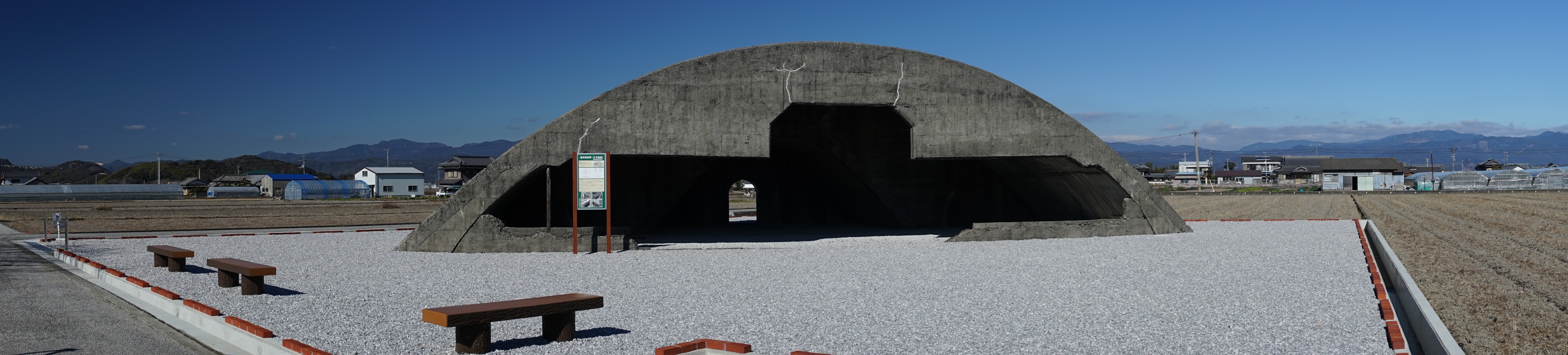
前浜掩体群・5号掩体。

「掩体」とは敵弾から射手を守るための防御用設備であり、特に敵軍の飛行機などの攻撃から、自軍の兵器類を守るために造られた覆い状の退避施設を「掩体壕」という。
前浜の掩体群は、高知龍馬空港近くの田園地帯にあり、カマボコ形をしたコンクリート製の頑丈な掩体が点在する。戦争当時は中型15基・小型9基・Ｗ型17基の、計41基もの掩体があった。現在に残された7基の掩体は、反戦の意を込めて2006年（平成18年）2月21日に南国市史跡に指定。5号掩体は公園に整備された。